# Eucereon aoris
Eucereon aoris är en fjärilsart som beskrevs av Heinrich Benno Möschler 1877. Eucereon aoris ingår i släktet Eucereon och familjen björnspinnare. Inga underarter finns listade i Catalogue of Life.